# Marsdenia condensiflora
Marsdenia condensiflora är en oleanderväxtart som beskrevs av Joseph Blake. Marsdenia condensiflora ingår i släktet Marsdenia och familjen oleanderväxter. Inga underarter finns listade i Catalogue of Life.